# Vatica pauciflora
Vatica pauciflora är en tvåhjärtbladig växtart som beskrevs av Carl Ludwig von Blume. Vatica pauciflora ingår i släktet Vatica och familjen Dipterocarpaceae. Inga underarter finns listade i Catalogue of Life.